# 川上頼久
川上 頼久（かわかみ よりひさ）は、鎌倉時代後期から南北朝時代にかけての武将。薩摩国島津氏の分家・川上氏初代当主。

## 略歴
島津氏5代当主・島津貞久の長男として誕生した。庶長子であったため、島津氏の家督を継ぐことはなかった。
建武2年（1335年）、父に従って足利尊氏に属し上京。翌年には貞久の名代として薩摩の軍勢を率い高師泰の陣に加わり、新田義貞の拠る越前国金ヶ崎城攻撃の指揮を執っている。建武4年/延元2年（1337年）、薩摩で南朝方勢力が挙兵すると、貞久の帰国が許されなかったため、一族の島津宗久（伊作家）と共に帰国し、南朝方と戦う。
正平7年/文和元年（1352年）、薩摩加世田別府半分地頭職を与えられ、川上氏と称した。